# Slivno, Laško
Slivno je naselje v Občini Laško.